# Туркестанська область
Туркеста́нська область — область в південній частині Казахстану. Утворена 10 березня 1932 року. Адміністративний центр — місто Туркестан. Площа області 117,3 тис.км².

## Історія
22 лютого 1933 року до складу області передано Сара-Суйський район Карагандинської області.
До 1962 року область називалась Південноказахстанською, у 1962-1992 роках — Чимкентською (в 1962-1964 роках входила до складу Південноказахстанського краю), у 1992-2018 роках — Південноказахстанською.
19 червня 2018 року указом президента Казахстану № 702 область отримала сучасну назву.

## Адміністративний поділ
| Район, міська адміністрація | Площа км² | Населення осіб (1989) | Населення осіб (1999) | Населення осіб (2009) | Населення осіб (2021) | Центр                  | АО | НП  |
| --------------------------- | --------- | --------------------- | --------------------- | --------------------- | --------------------- | ---------------------- | -- | --- |
| Байдібека район             | 7218,53   | 52635                 | 50508                 | 53004                 | 48296                 | Шаян                   | 11 | 52  |
| Жетисайський район          | 1046,34   | 122927                | 140607                | 168858                | 183185                | Жетисай                | 13 | 114 |
| Казигуртський район         | 4028,13   | 74364                 | 87875                 | 100581                | 113258                | Казигурт               | 13 | 61  |
| Келеський район             | 3451,29   | 71469                 | 90260                 | 105856                | 130251                | Абай                   | 12 | 81  |
| Мактааральський район       | 807,64    | 87104                 | 96340                 | 116918                | 126210                | Мирзакент              | 11 | 68  |
| Ордабасинський район        | 2655,61   | 68422                 | 78725                 | 100441                | 123257                | Темірлановка           | 10 | 57  |
| Отирарський район           | 18100     | 46653                 | 52743                 | 49865                 | 50404                 | Шаульдер               | 13 | 37  |
| Сайрамський район           | 1147,68   | 110836                | 136460                | 173640                | 222652                | Аксу                   | 11 | 42  |
| Сариагаський район          | 4181,17   | 117628                | 122591                | 162217                | 211851                | Сариагаш               | 14 | 74  |
| Сауранський район           | 6461,93   | 55423                 | 70483                 | 84829                 | 97011                 | Чернак                 | 12 | 34  |
| Сузацький район             | 41044,90  | 36985                 | 47231                 | 51935                 | 61958                 | Чулаккурган            | 12 | 33  |
| Толебійський район          | 3063,80   | 86705                 | 93470                 | 106039                | 117245                | Ленгер                 | 13 | 54  |
| Тюлькубаський район         | 2275,04   | 83378                 | 86465                 | 95468                 | 104295                | імені Турара Рискулова | 15 | 59  |
| Шардаринський район         | 13000     | 62846                 | 64324                 | 74997                 | 82739                 | Шардара                | 11 | 21  |
| Ариська м.а.                | 4606,43   | 59626                 | 62496                 | 65463                 | 76920                 | Арись                  | 6  | 28  |
| Кентауська м.а.             | 1283,19   | 90047                 | 82478                 | 80854                 | 96884                 | Кентау                 | 4  | 7   |
| Туркестанська м.а.          | -         | 78285                 | 102505                | 142899                | 207605                | Туркестан              | -  | 1   |

## Найбільші населені пункти
Населені пункти з чисельністю населення понад 10000 осіб:
| №  | Населений пункт        | Населення, осіб (1989) | Населення, осіб (1999) | Населення, осіб (2009) | Населення, осіб (2021) |
| -- | ---------------------- | ---------------------- | ---------------------- | ---------------------- | ---------------------- |
| 1  | Туркестан              | 78285                  | 102505                 | 142899                 | 207605                 |
| 2  | Кентау                 | 64228                  | 55521                  | 57121                  | 72573                  |
| 3  | Сариагаш               | 28739                  | 25914                  | 38848                  | 59606                  |
| 4  | Карабулак              | 21406                  | 28669                  | 35301                  | 51568                  |
| 5  | Арись                  | 33523                  | 38680                  | 37996                  | 50370                  |
| 6  | Жетисай                | 27807                  | 30487                  | 36494                  | 44105                  |
| 7  | Аксу                   | 21896                  | 23620                  | 29541                  | 32896                  |
| 8  | Ленгер                 | 21716                  | 22038                  | 24642                  | 32622                  |
| 9  | Шубарсу                | -                      | -                      | 16350                  | 32390                  |
| 10 | Шардара                | 25629                  | 25452                  | 30573                  | 31431                  |
| 11 | Манкент                | 15104                  | 19137                  | 25058                  | 30135                  |
| 12 | Казигурт               | 12061                  | 13264                  | 14867                  | 26293                  |
| 13 | імені Турара Рискулова | 14242                  | 15182                  | 17311                  | 24748                  |
| 14 | Абай                   | 12151                  | 15454                  | 17700                  | 23510                  |
| 15 | Староікан              | 8239                   | 11277                  | 14294                  | 20885                  |
| 16 | Атакент                | 15279                  | 13260                  | 16402                  | 19240                  |
| 17 | Чулаккурган            | 8575                   | 8727                   | 7934                   | 19090                  |
| 18 | Темірлановка           | 9193                   | 11554                  | 12495                  | 17796                  |
| 19 | Мирзакент              | 10333                  | 10146                  | 13274                  | 16550                  |
| 20 | Коксаєк                | 7011                   | 6060                   | 11053                  | 14304                  |
| 21 | Асиката                | 9420                   | 10682                  | 11102                  | 14245                  |
| 22 | Карасу                 | 6704                   | 7432                   | 10294                  | 14119                  |
| 23 | Карамурт               | 6448                   | 8188                   | 10538                  | 14058                  |
| 24 | Дербісек               | 5733                   | 9709                   | 11234                  | 13347                  |
| 25 | Карнак                 | 6688                   | 7305                   | 10246                  | 12860                  |
| 26 | Тюлькубас              | 9797                   | 9499                   | 10802                  | 10973                  |
| 27 | Колкент                | 3751                   | 5235                   | 7113                   | 10200                  |
| 28 | Шаульдер               | 6871                   | 8561                   | 8428                   | 10195                  |

## Географія
Південно-Казахстанська область розташована на півдні Казахстану, в межах східної частини Туранської низовини і західних відрогів Тянь-Шаню. Велика частина території рівнинна, з горбисто-пасмовими пісками Кизилкум, степом Шардара (на південному заході, по лівобережжю Сир-Дар'ї) та Мойинкум (на півночі, по лівобережжю Чу). Північна частина зайнята пустелею Бетпак-Дала, на крайньому півдні — Голодний степ (Мирзашоль). Середню частину області займає хребет Каратау (гора Бессаз — 2176 м), на південному сході — західна околиця Таласького Алатау, хребти Каржантау (висота до 2824 м) і Угамський (найвища точка — Сайрамський пік — 4238м).
Найбільші річки — Сир-Дар'я (з притоками Келес, Куруккелес, Арись, Бугунь тощо) перетинає територію області з півдня на північний захід, і річка Чу (нижня течія), протікає на півночі і втрачається в пісках Мойинкум.
Область розташована в зоні різко континентального клімату. Родючі ґрунти, велика кількість сонячного світла, обширні пасовища створюють великі можливості для розвитку в цьому районі всіляких галузей сільського господарства, в першу чергу поливного землеробства і пасовищного вівчарства. Високі врожаї дають посіви бавовнику, рису, а також і виноградники.

## Населення
Населення — 2054021 особа (2021; 1733864 у 2009, 1465561 у 1999, 1305333 у 1989).
Населення Південно-Казахстанської області, попри значну чисельну перевагу казахів (яка значно посилилася з початку 1990-х років і в даний час частка казахів в населенні краю становить близько 72 %), відрізняється значною національною різноманітністю. Так в населенні області традиційно широко (близько 18 % усього населення) представлені узбеки, проживають росіяни, азербайджанці, таджики, татари, турки, корейці, курди, українці, німці.
| Роки      | 2003       | 2004       | 2005       | 2006       | 2007       | 2008       |
| --------- | ---------- | ---------- | ---------- | ---------- | ---------- | ---------- |
| Населення | 2 111 893  | ▲2 150 256 | ▲2 193 556 | ▲2 233 568 | ▲2 282 474 | ▲2 331 505 |
|           |            |            |            |            |            |            |
| Роки      | 2009       | 2010       | 2011       | 2012       | 2013       | 2014       |
| Населення | ▲2 462 782 | ▲2 511 698 | ▲2 567 707 | ▲2 621 523 | ▲2 678 335 | ▲2 734 734 |